# Karl Oskar Hammarlund
Karl Oskar Hammarlund, född 14 oktober 1890 i Gärds Köpinge, Kristianstads län, död 20 juli 1959 i Stockholm, var en svensk tidningsman och författare. 
Hammarlund avlade studentexamen 1909 och bedrev humanistiska studier i Uppsala och Berlin 1910-12. Han var medarbetare i Kristianstads Läns Tidning 1913-19, i Svenska Dagbladet 1919-20, redaktionssekreterare och andre redaktör i Kristianstads Läns Tidning 1920-37 och blev sistnämnda år redaktör och utgivare för denna tidning. År 1940 blev han uppsagd från denna tjänst på grund av tidningens vikande upplaga var från 1941 och fram till pensioneringen 1957 redaktör för statens informationstidning "Från departement och nämnder". Han ligger begravd på Skogskyrkogården i Stockholm.